# 里登 (聖加侖州)
里登（德語：Rieden）是瑞士聖加侖州的一个旧市镇，位於該國東北部，面積11.42平方公里，海拔高度715米，截至2011年总人口为685人。2013年1月1日，里登与市镇埃内奇维尔并入市镇戈米斯瓦尔德。

## 外部連結
- Official website （页面存档备份，存于） （德文）